# 克勒夫
克勒夫是德国莱茵兰-普法尔茨州的一个市镇。总面积14.74平方公里，总人口2215人，其中男性1064人，女性1151人（2011年12月31日），人口密度150人/平方公里。